# Famille Boethos
Pour les articles homonymes, voir Boéthos.
Boethos ou Boethus est le nom d’une famille sacerdotale juive dont plusieurs membres ont été des grands prêtres du Temple de Jérusalem de la fin du Ier siècle av. J.-C. jusqu'à la Grande révolte juive (66-70). Ils sont probablement à l'origine de la création du mouvement boéthusien dont la tradition rabbinique indique qu'il est étroitement lié aux sadducéens, voire un de ses développements.

## La famille
Simon, fils de Boethus d'Alexandrie a été désigné Grand-prêtre juif aux alentours des années 25 ou 24 av. J.-C., par Hérode le Grand, pour que son mariage avec Mariamne II, fille de Boethus ne puisse pas être considéré comme une mésalliance. C'est ainsi que ce « prêtre alexandrin » devint Grand-prêtre, « sans que rien ne le destinât à cette fonction ».
Selon Mireille Hadas-Lebel, « on peut dire qu'il fonda une véritable dynastie, puisqu'on retrouve au total cinq autres grands prêtres de la même famille au Ier siècle. » Selon Simon-Claude Mimouni, « sur les 28 grands-prêtres connus entre 37 avant notre ère et 67-68 de notre ère, 3 ont appartenu à la famille de Phiabi, six à celle de Boèthos, huit à celle d'Hananah et trois à celle de Kamith ».
La famille de Boethus produisit les grand-prêtres suivants: 
- Simon, fils de Boethus (en), parfois aussi appelé simplement Boethus par Flavius Josèphe, dont nous venons de parler (24-5 av. J.-C.)[2] ;
- Joazar fils de Boethus, grand prêtre à deux reprises (4 av. J.-C. et avant 6 apr. J.-C.), impopulaire et un défenseur de la légalité du recensement romain[5],[6] ;
- Eléazar, fils de Boethus (4-3 av. J.-C.)[7], attesté chez Flavius Josèphe et dans le texte mandéen Sidra d-Yahia ;
- Simon Cantheras, fils de Boethos[5] (41-42 apr. J.-C.)[8] ;
- Elioneus, fils de Simon Cantheras[5] (43-44 apr. J.-C.)[9], appelé Elihoeinai ben Haqqayyaph dans la mishna[10] ;
- Josué ben Gamla (ou Joshua) ou Jésus de Gamala[5] (64 apr. J.-C.), dont l'épouse Martha (parfois appelé Myriam dans le Talmud[1]) appartenait à la maison Boethusienne[11].

Selon plusieurs historiens, comme par exemple Daniel R. Schwartz, le grand prêtre Joseph Caïphe qui d'après les évangiles joue un rôle important dans la crucifixion de Jésus appartiendrait aussi à la famille boethusienne. Flavius Josèphe donne en effet au grand prêtre Simon ben Boethus, le surnom de Canthéras, ce qui est un des éléments qui permet de rattacher Elioneus, fils de Simon Cantheras à la famille de Boethus,. D'autre-part, la mishna se réfère à un Elihoeinai ben Hakof (אליהועיניי בן הקף) comme à un des grands prêtres qui a préparé les cendres de la vache rousse (mishna Parah 3,5). Pour Daniel R. Schwartz, Hakof (Haqqayyaph) est aussi l'origine du cognomen Caïphe, appelé Caiaphas dans le texte grec de Flavius Josèphe ou des Évangiles.
Par ailleurs, Hérode, fils de Mariamne II, petit-fils de Simon Boëthos (parfois appelé « Hérode Philippe » en se fondant sur les évangiles selon Marc et selon Matthieu) était le premier mari de la célèbre Hérodiade que celle-ci répudie pour épouser Hérode Antipas, au grand scandale de ses contemporains. Un épisode raconté dans les évangiles attribués à Marc et Matthieu,,.

## Dans le Talmud
« Le Talmud a fait aux boethusiens une réputation de prêtres cyniques et oppresseurs. » La haine des pharisiens envers cette grande famille sacerdotale est indiquée par les paroles du tanna Abba Saul ben Baṭnit, qui vivait dans la seconde moitié du Ier siècle à Jérusalem,.

« Malheur à la maison de Boéthos, avec ses massues ! malheur à la maison d’Anan, avec ses sifflements de vipères ! malheur à la maison de Kathras, avec ses fautes de plume ! malheur à la maison de Phiabi, avec ses coups de poing ! Ils sont grands prêtres ; leurs fils sont trésoriers, leurs gendres porte-clefs du temple, et leurs esclaves frappent le peuple à coups de bâton… »

— Mishna Pessahim 4, Talmud de Babylone (page 57a)
Dans la seconde citation «la maison de Boethus » est en tête de la liste des familles sacerdotales pécheresses et méchantes qui sont énumérés par Abba. Anân, Phiabi et Boéthos sont les noms des familles sacerdotales dont les membres ont été tour à tour grand-prêtre du Temple de Jérusalem au Ier siècle.

## Les Boethusiens
La « maison de Boethus » est généralement considérée comme étant à l’origine du parti des « boethusiens » connu par les seules sources rabbiniques. Ce mouvement d’origine sacerdotale est actif vers l’époque hérodienne. Selon le Talmud, il est plus ou moins proches des sadducéens.